# Clădirea restaurantului de pe str. Vasile Mahu, 152 (Orhei)
Clădirea restaurantului de pe str. Vasile Mahu, 152 este o clădire amplasată pe str. Vasile Mahu, 152 în Orhei, Republica Moldova. Este un monument arhitectural de importanță națională inclus în Registrul monumentelor Republicii Moldova ocrotite de stat cu nr. 997 (raionul Orhei). Datează din 1914.